# پروانه زرشکی
پروانه زرشکی (نام علمی: Abisara bifasciata) نام یک گونه از تیره فلزنقشیان است.
این گونه در آسیا یافت می‌شود .

## پراکندگی
پروانه زرشکی در آسیا در کشور هند در ایالت های سیکیم و مانیپور و همچنین در کشور میانمار هم دیده می شود.این گونه به تازگی از جزایر آندامان نیز گزارش شده است.